# 雅各 (亞勒腓之子)
阿尔斐的兒子雅各伯或譯亞勒腓的兒子雅各（希伯來語：יעקב בן חַלְפַי），耶穌十二門徒之一。傳統上認為他即是小雅各。他在新约中只被提及四次，每一次都出现在使徒名单里。注意不要把他与另一位使徒西庇太的兒子雅各弄混淆。
哲罗姆認為他即是公義者雅各，這個看法被後世天主教會所接受。但是東方基督教認為兩人是不同的。

## 身份推測

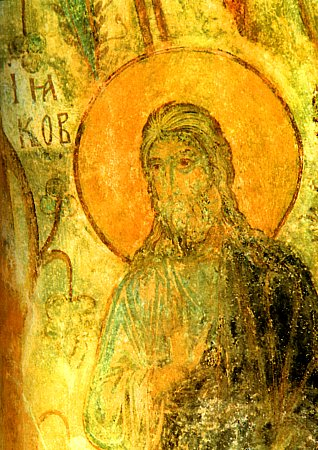
次雅各伯的壁画，位于俄罗斯弗拉基米尔的东正教教堂，绘于12世纪。

关于圣雅各伯宗徒，福音上仅记载他是十二门徒之一，又说他和耶稣有亲戚的关系：他有一兄弟，名叫若瑟，同是阿尔斐的儿子；他的母亲名叫玛利亚，是圣母玛利亚的“姊妹”。因为“姊妹”和“兄弟”等词，在希伯来语中含意颇广，雅各伯究竟属于“主的兄弟”中的哪一等级，不得而知。
哲罗姆認為，阿尔斐的兒子雅各伯、公义者雅各伯、小雅各伯，三者都是同一個人的不同名稱，都是指十二門徒中的阿尔斐的兒子雅各伯。哲罗姆認為，他是耶穌的堂兄弟，而不是同母兄弟。
學者詹姆斯·泰伯（James D. Tabor）認為，亞勒腓的兒子雅各，即是小雅各，也就是耶穌的兄弟雅各，公義者雅各。亞勒腓（Alphaeus），是希伯來文名字革羅罷（chalaph）的希臘文譯名。耶穌父親，約瑟的兄弟，也叫革羅罷。根據猶太習俗，在約瑟死後，他的兄弟應該娶他的妻子馬利亞為妻。因此，雅各與西門，可能是耶穌的同母異父兄弟。

## 教会传统以及文献记载

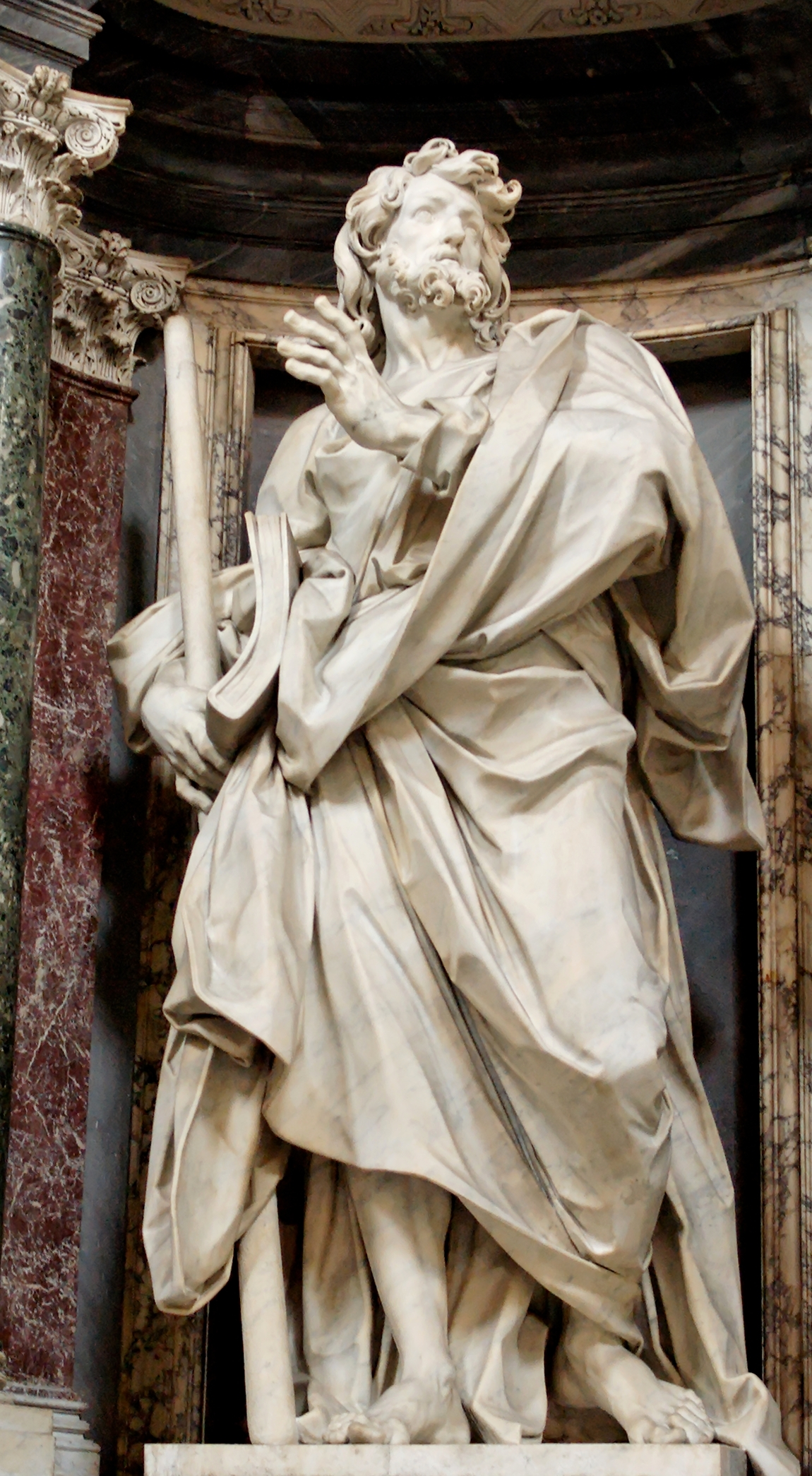
位于拉特朗圣若望大殿的圣雅各伯雕塑，由Angelo de Rossi所作。

根据宗徒大事录记载，圣雅各伯任耶路撒冷主教。这是一个很重要的职位。耶稣复活后，一度显现给他。圣保禄归化后，往耶路撒冷会晤宗徒，由圣伯多禄、圣雅各伯两位宗徒接见。伯多禄被黑落得逮捕，押在狱中，由天使救出，立即派人去通知雅各伯。
教会召开耶路撒冷会议，讨论教外人归化，应否行割礼。先由伯多禄起立发言，发表意见。接着雅各伯作结论。

## 逝世
教会传统上记载（由欧瑟伯根据圣爱奇西布的口述），雅各伯于公元62年在耶路撒冷被犹太人杀害。
具体故事为：雅各伯圣德出众，所以一般人都称他为义人，不饮用酒类和其他烈性饮料，也戒吃任何有生命的物品。他常跪地做长祷，为众人祈祷，所以双膝有厚茧，坚硬如同骆驼的皮一样。
许多人都被雅各伯劝化，归奉圣教。耶路撒冷的领导人物中，领洗入教者也大有人在。犹太教徒为了此事，很是不安，便于和雅各伯商议。他们要求雅各伯约束众人，叫大家不要相信耶稣为弥赛亚。他们将雅各伯拥往圣殿的高顶上，要求他告诉众人不要信仰基督教。雅各伯站在圣殿高顶上，大声高呼：“你们要我对耶稣发表一下意见，好的，我说：耶稣如今坐在天主圣父的右边，日后要驾云回到世上来。”下面的人听了，欢声雷动，一致颂扬耶稣。雅各伯接着高呼道：“贺三纳达味之子！”法利赛人和经师们彼此商议道：“我们该怎么办呢？雅各伯公然表示耶稣是天主，获得众人拥护。我们还是把他从圣殿顶上推下去，叫众人知道我们的厉害。大家见了惧怕，才会听从我们。”
法利赛人和经师们便把雅各伯从圣殿顶上推了下去，可是他跌在地上，还没有气绝。法利赛人又拿石头向他投掷。雅各伯叹息跪地，祝颂上主说：“父啊，请你宽恕他们，因为他们不知道在做些什么。”有一个人拿起一根木棒，猛击雅各伯的头部，他倒在地上，气绝身死。
另一种说法是雅各伯于在Lower Egypt的Ostrakine传教时被钉十字架而死。

## 作品
新约全集中，雅各伯书是被认为是圣雅各伯所写。宗徒圣雅各伯写此信的动机，似乎是因为他听到信友们当时处于道德堕落的可怜光景中，因为有人只着重于信德，而轻忽了善行，所以写这信的目的，即是要纠正他们对道德的错误观念，同时劝勉他们要勇敢忍受来自各方种种困苦灾难。
这封书信虽是以相当流利的希腊文写成的，但很显然是属于闪族的文学作品，因为和《智慧书》的风格很相接近，多对偶的句子和美妙的比喻，喜用具体的例证，尤其多引用旧约。对作者本人来说，本书充分显示出作者对拯救灵魂的热诚，对穷人的同情，在信仰方面的坚定，在困苦灾难中的喜乐。
关于写作的时间，圣经学者尚未有定论。有人见本书论及成义时，说明除需要信德外，还需要善行，因而主张本书写于60至62年，即写于《罗马书》之后；不过也有人以为本书写于45至49年之间，即在耶路撒冷大公会议之前，因为那时对成义的道理尚未发生争论。从本书内容来看，似乎后一说较为可取。写作地点可说是耶路撒冷。